# Jorge Barreto Xavier
Jorge Barreto Xavier (né le 6 novembre 1965 à Goa en Inde portugaise) est un gérant culturel, un professeur d'université et un homme politique portugais. Depuis octobre 2012, il est secrétaire d'État à la Culture du 19e gouvernement constitutionnel portugais, sous la juridiction du Premier ministre Pedro Passos Coelho.